# Елсворт (Ајова)
Елсворт (енгл. Ellsworth) град је у америчкој савезној држави Ајова. По попису становништва из 2010. у њему је живело 531 становника.

## Демографија
Према попису становништва из 2010. у граду је живело 531 становника, што је 0 (0,0%) становника више него 2000. године.
| Група             | 2000.       | 2010.       |
| Белци             | 467 (87,9%) | 475 (89,5%) |
| Афроамериканци    | 0 (0,0%)    | 1 (0,2%)    |
| Азијати           | 0 (0,0%)    | 2 (0,4%)    |
| Хиспаноамериканци | 61 (11,5%)  | 36 (6,8%)   |
| Укупно            | 531         | 531         |